# ستيفان بايتيتش
ستيفان بايتيتش ماكييرا (بالصربية: Стефан Бајчетић)‏؛ (مواليد 22 أكتوبر 2004) هو لاعب كرة قدم محترف إسباني من أصول صربية يلعب لصالح نادي ليفربول في الدوري الإنجليزي الممتاز في مركز قلب الدفاع، كما يمكنه اللعب ك‍وسط دفاعي.

## النشأة
ولد ستيفان بايتيتش  في 22 أكتوبر 2004  في فيغو ( غاليسيا ، إسبانيا).  وهو نجل لاعب كرة القدم الصربي السابق سريان باجيتيتش وأم من غاليسيا .  

## مسيرته الكروية
كان بايتيتش نتاجًا لأكاديمية سيلتا فيجو للشباب ، ووقع لنادي ليفربول في ديسمبر 2020.   
تمت مكافأة بايتيتش بعقد جديد في أغسطس 2022 نظيرا لتطور مستواه. بدأ ظهوره الاحترافي في 27 أغسطس ، حيث حل بديلاً في فوز ليفربول 9-0 على أرضه على نادي بورنموث . ظهر بايتيتش لأول مرة في دوري أبطال أوروبا ضد أياكس أمستردام في 13 سبتمبر كبديل في الدقيقة 94، ليحل محل تياغو ألكانتارا. وبذلك، أصبح أصغر لاعب في ليفربول على الإطلاق في دوري أبطال أوروبا ، متغلبًا على الرقم القياسي الذي كان يحتفظ به سابقًا بيلي كوميتيو.
في 9 نوفمبر 2022 ، بدأ بايتيتش مباراته الأولى مع ليفربول ، في الفوز على أرضه ضد ديربي كاونتي في الجولة الثالثة من كأس رابطة الأندية الإنجليزية المحترفة 2022–23. في 26 ديسمبر، سجل بايتيتش هدفه الأول مع ليفربول في فوزه 3-1 خارج ملعبه على أستون فيلا في الدوري الإنجليزي الممتاز 2022–23 بعدما حل بديلا في الدقيقة 79. بعمر 18 سنة، وشهران و 4 أيام، أصبح ثالث أصغر لاعب يسجل لليفربول في الدوري الإنجليزي الممتاز ، خلف مايكل أوين ورحيم رحيم ستيرلينغ، وثاني أصغر لاعب إسباني يسجل في الدوري الإنجليزي الممتاز ، خلف سيسك فابريغاس.

## المسيرة الدولية
بايتيتش مؤهل لتمثيل منتخبي إسبانيا وصربيا على المستوى الدولي.   وهو لاعب دولي للشباب في إسبانيا حاليا، بعد أن لعب لإسبانيا تحت 18 سنة في 2021  وإسبانيا تحت 19 سنة في 2022.

## روابط خارجية
- ستيفان بايتيتش على موقع الاتحاد الأوربي (الإنجليزية)
- ستيفان بايتيتش على موقع قاعدة بيانات كرة القدم.إي يو (الإنجليزية)
- ستيفان بايتيتش على موقع ليكيب (الفرنسية)
- ستيفان بايتيتش على موقع Soccerbase.com (لاعب) (الإنجليزية)
- ستيفان بايتيتش على موقع Soccerway.com (الإنجليزية)
- ستيفان بايتيتش على موقع عالم كرة القدم.نت (الإنجليزية)